# Bénédicte Pagnot
Bénédicte Pagnot est une réalisatrice française née en 1970 à Elbeuf.

## Biographie
Bénédicte Pagnot a suivi des études de cinéma à l'École nationale supérieure de l'audiovisuel avant de travailler comme assistante, régisseuse et chargée de casting entre 1996 et 2001.
Son premier long métrage, Les Lendemains, primé au Festival Premiers Plans d'Angers, est sorti en 2013,.

## Filmographie
- 2002 : La Petite Cérémonie (court métrage fiction)
- 2004 : Derrière les arbres (documentaire)
- 2006: Avril 50 (documentaire)
- 2008: La Pluie et le beau temps (court métrage, fiction)
- 2010: Mauvaise Graine (court métrage, fiction, d'après La Mauvaise Graine de Jean-Bernard Pouy)
- 2013 : Les Lendemains (long métrage, fiction)
- 2017 : Islam pour mémoire (documentaire)
- 2021: Contre vents et marées (documentaire ; coréalisatrices : Nathalie Marcault et Emmanuelle Mougne)